# 기독대한당
기독대한당(基督大韓黨, 영어: Great Korea Party)은 대한민국의 기독교계 우파 ~ 극우 정당이다. 민족주의, 국가주의, 반공주의, 보수주의 이념을 표방하며 동성애, 이슬람교에 대한 반대 입장을 표명하고 있다. 중앙당사는 서울특별시 동작구 성대로 42 (상도동) 사도들의 한국교회 2층에 있다.
2016년 2월 15일에 진리대한당(眞理大韓黨)이라는 이름으로 창당했으며 2019년 11월 14일에 당명을 대한당으로 변경했다. 다른 기독교계 우파 정당보다도 직접적으로는 기독교와 무관한 분야에도 더더욱 강경하게 우파적으로 행동하고 있으나 대형 개신교 목회자들에 비판적이라는 차이가 있다. 또한 반공주의 집회, 박근혜 대통령 탄핵 반대 집회를 개최했다. 이후 2024년 3월 13일에 민경욱 전 국회의원이 합류하면서 당명을 가가호호공명선거대한당(家家戶戶公明選擧大韓黨)으로 변경했다. 그 후 같은 해 22대 총선이 끝난 후인 5월 9일 다시 기독대한당으로 당명을 변경했다.

## 주요 선거 기록

### 국회의원 선거
|  | 0% |

|  | 0.00% |

|  | 0% |

|  | 0% |

|  | 0.01% |

|  | 0% |

|  | 0% |

|  | 0.1% |

|  | 0% |